# Partenavia
Partenavia Construzioni Aeronautiche était un constructeur aéronautique italien fondé en 1949 et disparu en 1998.

## Historique

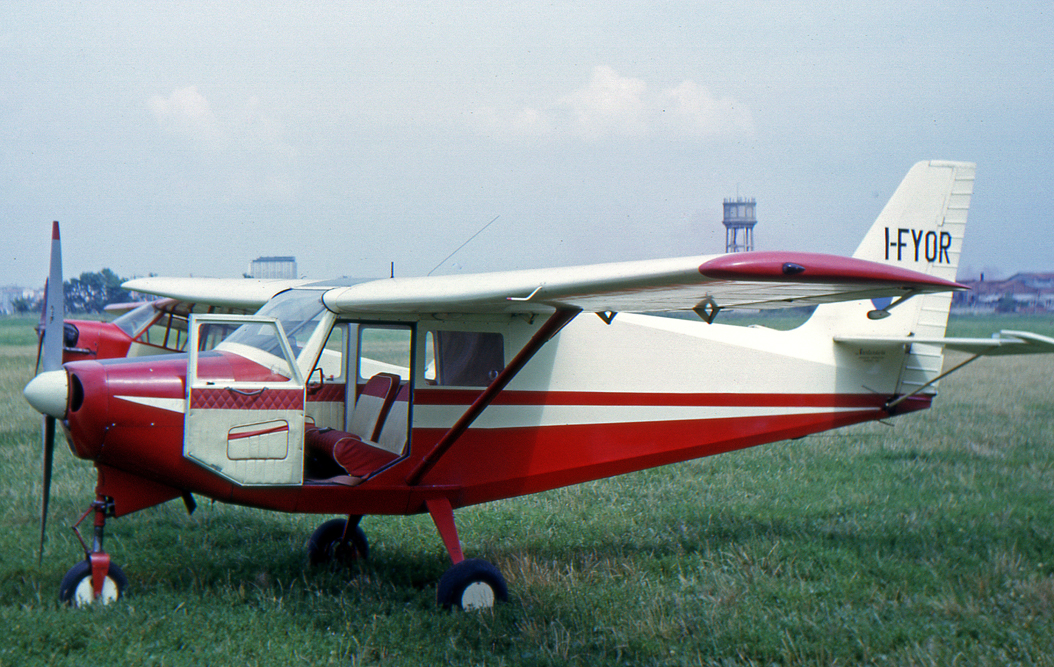
Un Partenavia P.57-2f Fachiro à l'aérodrome de Bresso, en Italie, en 1965.

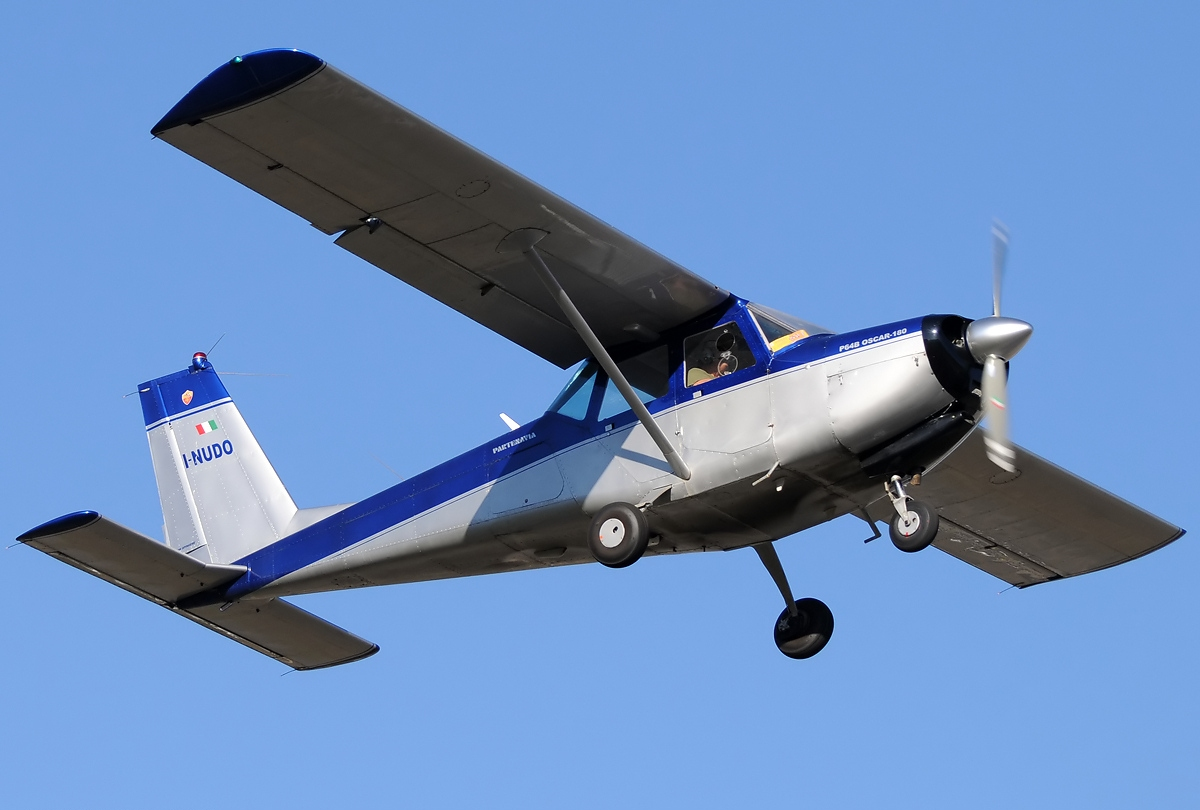
Un Partenavia P.64B Oscar 200 en vol.

Partenavia est fondée à Naples en 1949 par Luigi Pascale (en). Le premier appareil à entrer en production est le P.57 Fachiro, qui réalise son premier vol en 1958 et est fabriqué à 37 exemplaires. Le Partenavia Oscar, monomoteur à deux ou quatre places, vole à partir de 1965 et est fabriqué à 312 exemplaires.
En 1970 vole pour la première fois le Partenavia P.68, avion bimoteur de transport léger à six places, fabriqué sous ses différentes versions à plus de 450 exemplaires.

## Avions
- Partenavia P.48 Astore (en)
- Partenavia P.52 Tigrotto (en)
- Partenavia P.53 Aeroscooter (en)
- Partenavia P.55 Tornado (en)
- Partenavia P.57 Fachiro
- Partenavia P.59 Jolly
- Partenavia P.64B Oscar
- Partenavia P.66B Oscar
- Partenavia P.66C Charlie
- Partenavia P.68 Victor
- Partenavia P.70 Alpha (en)
- Partenavia P.86 Mosquito (en)